# Anianus von Orléans

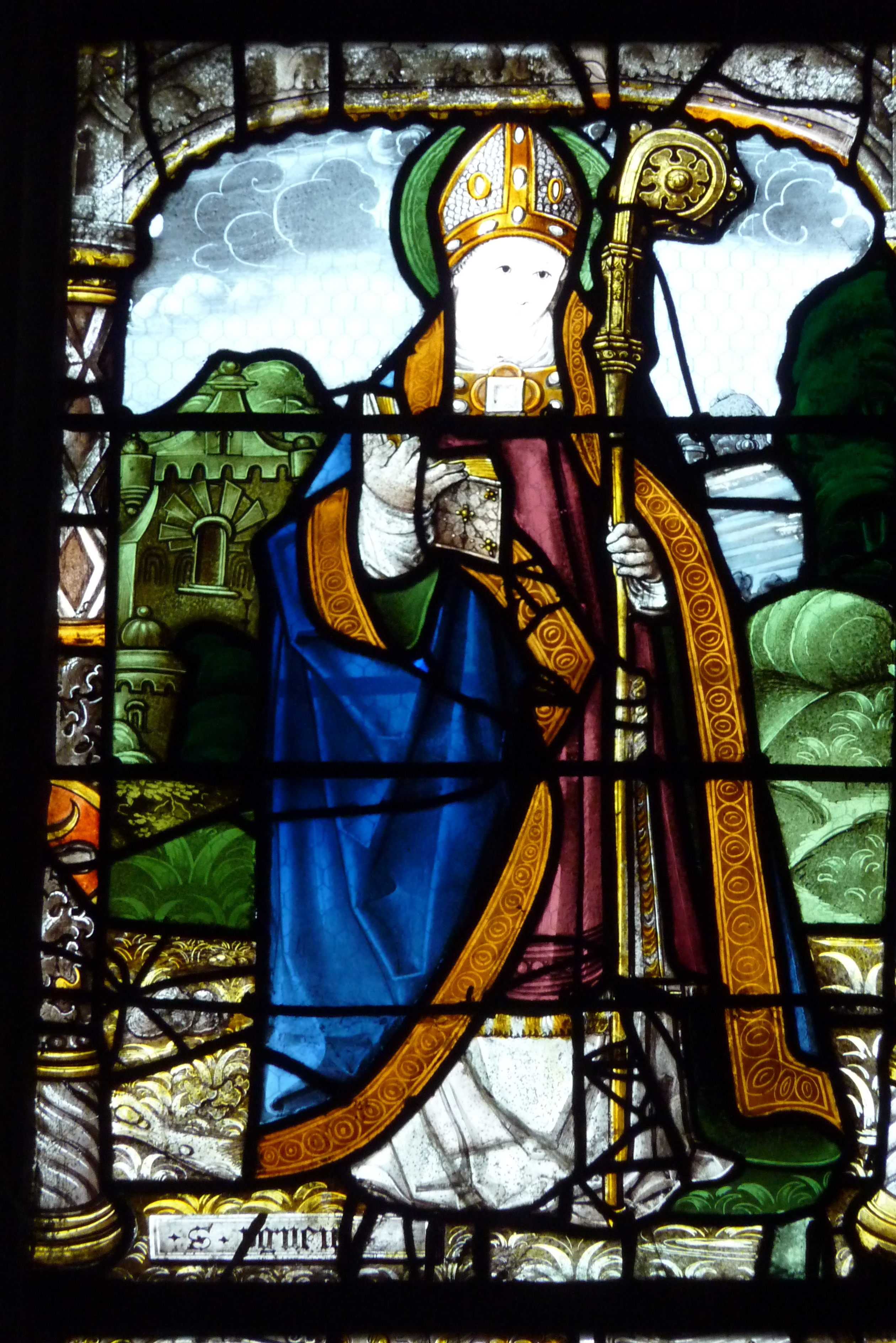
Hl. Anianus als Bischof auf einem Bleiglasfenster in der Pfarrkirche Saint-Aignan in Chartres (16. Jh.)

Anianus von Orléans (auch Agnanus; französisch Aignan oder Agnan; * in Vienne; † um 453 in Orléans) war von ca. 391 bis zu seinem Tod Bischof von Orléans. Er ist ein Heiliger der katholischen Kirche; sein Gedenktag ist der 17. November beziehungsweise der 14. Juni (Übertragung seiner Gebeine).

## Vita
Anianus oder Aignan wurde als Sohn adeliger Eltern geboren. Er soll zunächst als Einsiedler bei Vienne gelebt haben, dann aber dem Ruf des Hl. Evurtius nach Aurelianum (dem heutigen Orléans) gefolgt sein. Dort soll er zum Priester geweiht worden und Leiter des Klosters des Hl. Laurentius in einer Vorstadt von Orléans geworden sein. Im Jahr 391 folgte er dann Evurtius auf dem Stuhl des Bischofs von Orléans nach. Als die Hunnen unter Attila bis Orléans vorgerückt waren und die Stadt belagerten (451) soll er Gottvertrauen gepredigt und um himmlischen Beistand gebetet, aber auch nach der militärischen Hilfe der Römer gesandt haben. Als diese schließlich nach wenigen Monaten unter Aëtius und den mit ihnen verbündeten Westgoten die Hunnen vertreiben konnten, wurde dies in zumindest gleichem Maße Aignan zugeschrieben.
Sein Tod wird traditionell auf den 17. November 453 angesetzt. Er wurde zunächst in der Église Saint-Laurent beigesetzt, aber im Jahr 1259 unter der Herrschaft Ludwigs IX. wurden seine Gebeine in die Kirche Saint-Pierre übertragen. Im Verlauf der Hugenottenkriege (1562–1598) wurden seine Reliquien von den Protestanten verbrannt.

## Verehrung
Die Verehrung des Heiligen erfuhr eine neue Belebung während der Belagerung von Orléans durch die Engländer (1428/9) in der Zeit des Hundertjährigen Krieges. Mehrere französische Orte, darunter Saint-Aignan im Département Loir-et-Cher, sind nach dem Heiligen benannt; zahlreiche nordfranzösische Kirchen tragen sein Patrozinium – so die Kirche Saint-Aignan in Chartres.

## Darstellung
Mittelalterliche Darstellungen von Anianus sind unbekannt; neuzeitliche Statuen oder Glasfenster zeigen ihn im Bischofsornat mit Mitra und Hirtenstab.